# 加夫列尔·博里奇
加夫列尔·博里奇·丰特（西班牙語：Gabriel Boric Font，西班牙語發音：[ɡaˈβɾjel ˈβoɾitʃ]；1986年2月11日—）是智利共和國的一位左翼政治家，前學運領袖、前智利眾議院議員，现任智利总统。他的立場涉及社会主义、社会民主主义和自由社会主义。他還支持智利的LGBT权利，主张在法律上承认非二元性別。

## 生平
1986年，加夫列尔·博里奇在智利蓬塔阿雷纳斯出生。他的父系先祖出身于克罗地亚的乌格连岛（当时尚属于奥匈帝国），并在1897年离开当地移民到智利。他的母亲则具有加泰罗尼亚血统。在当地完成学业后，2004年，他前往智利首都圣地亚哥，就读于智利大学法学院。2009年，从智利大学法学院毕业。
2011年12月，他以30.52%的选票击败智利共产主义青年的卡米拉·巴列霍，当选智利大学学生联合会主席。任职期间，他参与并部分领导了智利的学生示威。
2013年，博里奇以独立候选人的身份当选麦哲伦-智利南极大区众议院议员，并于2017年智利大选中成功连任。
2021年7月18日, 在赞成尊严的内部初选中，博里奇作为广泛阵线提名的总统候选人，获得了约60%的选票，击败值得智利提名的总统候选人——雷科萊塔市长、智利共产党党员丹尼尔·贾杜，成为该选举联盟在2021年智利大选中的总统候选人。在大选中，他主张建立福利國家社会并改变智利积弊已久的新自由主义发展模式。2021年12月19日，在智利总统选举第二轮投票中，博里奇击败極右派政党联盟基督教社会阵线候选人何塞·安东尼奥·卡斯特，於次年3月11日以36歲之齡成為智利最年輕的总统。
2022年9月62%選民壓倒性否決新憲法，博里奇宣布制憲失敗，將凝聚共識，重新制憲。

## 外部連結
- 官方網站 （页面存档备份，存于）
- 加夫列尔·博里奇的X（前Twitter）